# Amber Capital
Amber Capital es un fondo de inversión británico, fundado en 2005 en la ciudad de Nueva York, Estados Unidos, por Joseph Oughourlian. En la actualidad, su sede principal se encuentra en Londres.

## Historia
Amber Capital fue fundada en noviembre de 2005 por Joseph Oughourlian en Nueva York, donde inició su actividad.
En 2012, la empresa se trasladó a Londres, para facilitar sus inversiones en Europa, conservando oficinas en Nueva York y operando en Milán.
Amber Capital invierte en empresas de varios países de Europa: en Francia, en Nexans, Suez, Solocal y Lagardère; en España, en Prisa; y, en Italia, en una veintena de empresas.
La empresa también tiene la particularidad de invertir en fútbol con el Millonarios Fútbol Club, de Bogotá, Calcio Padova de Padua, RC Lens de Lens y Real Zaragoza de Zaragoza, del que Joseph Oughourlian toma la presidencia en 2018.

## Equipos

### Fútbol
| Masculino     | Masculino                                                                                    | Femenino             | Femenino        |
| ------------- | -------------------------------------------------------------------------------------------- | -------------------- | --------------- |
| Millonarios   | (2011-2014) participación minorista 20.0%. (2015-presente) participación mayoritaria 85.48%. | Millonarios Femenino | (2019-presente) |
| Lens          | (2016-presente) participación mayoritaria 100%.                                              | Lens Femenino        | (2016-presente) |
| Calcio Padova | (2017-presente) participación mayoritaria 100%.                                              | Padova Femminile     | (2017-presente) |
| Real Zaragoza | (2022-presente) participación mayoritaria 50.1%                                              |                      |                 |

### Palmarés

#### Millonarios
| Competición                 | Títulos                   | Subtítulos  |
| --------------------------- | ------------------------- | ----------- |
| Categoría Primera A (3/1)   | 2012-II, 2017-II, 2023-I. | 2021-I.     |
| Copa Colombia (2/2)         | 2011, 2022.               | 2013, 2023. |
| Superliga de Colombia (2/1) | 2018, 2024.               | 2013        |

#### Lens
| Competición   | Títulos | Subtítulos |
| ------------- | ------- | ---------- |
| Ligue 1 (0/1) |         | 2022-23    |
| Ligue 2 (0/1) |         | 2019-20    |

#### Padova
| Competición                | Títulos           | Subtítulos       |  |
| -------------------------- | ----------------- | ---------------- |  |
| Serie C (2/2)              | 2017-18, 2024-25. | 2020-21, 2021-22 |  |
| Coppa Italia Serie C (1/1) | 2021-22.          | 2023-24          |  |
| Supercoppa Serie C (1/1)   | 2018.             | 2025             |  |

### Ventas destacadas
| Jugador           | Vendedor    | Comprador             | Coste                   |
| ----------------- | ----------- | --------------------- | ----------------------- |
| Loïs Openda       | Lens        | RB Leipzig            | 40 millones de euros    |
| Seko Fofana       | Lens        | Al-Nassr              | 25 millones de euros    |
| Cheick Doucouré   | Lens        | Crystal Palace        | 22,6 millones de euros  |
| Jonathan Clauss   | Lens        | Olympique de Marsella | 11 millones de euros    |
| Christopher Wooh  | Lens        | Stade Rennes          | 9 millones de euros     |
| Óscar Cortés      | Millonarios | Lens                  | 4,5 millones de euros   |
| Wuilker Fariñez   | Millonarios | Lens                  | 3 millones de euros     |
| Jorge Carrascal   | Millonarios | Sevilla               | 1 millón de euros       |
| Emerson Rodríguez | Millonarios | Inter de Miami        | 2,7 millones de dólares |
| Cristian Arango   | Millonarios | Los Angeles FC        | 2,5 millones de dólares |
| Santiago Mosquera | Millonarios | FC Dallas             | 2,1 millones de dólares |

## Actividades
Amber Capital es un fondo de inversión calificado como activista; es decir, busca incidir en la estrategia de la empresa (alentando a las personas a comprar o a vender ciertos activos a determinados precios) y, en casos especiales, para reformar su gobernanza.
Es particularmente famoso por haber obtenido, en 2014, la salida de Frédéric Vincent de la dirección general de Nexans.

## Campaña para un cambio de gobernanza en Lagardère
En 2019 y 2020, Amber Capital aborda la gobernanza de la empresa Lagardère, de la cual, a principios de 2020, por un tiempo, se convierte en el primer accionista.
Esta campaña es particularmente publicitada, Joseph Oughourlian critica públicamente la gestión de Arnaud Lagardère, a quien acusa de causar mucha pérdida de valor a la empresa.
Durante la Junta General de Accionistas del 5 de mayo de 2020, Amber Capital solicita así la destitución, de Lagardère, del Consejo de vigilancia, y propone el nombramiento de Patrick Sayer como su presidente. Todas las propuestas fueron rechazadas por los accionistas, lo cual permitió a Arnaud Lagardère obtener un encore.

## Cifras clave
En marzo de 2020 (tras la caída de la bolsa de 2020), Amber Capital declaró gestionar alrededor de 1.100 millones de euros en activos. Este volumen de negocio, según Le Monde, no lo convierte en un gran fondo de inversión, sino en «una pequeña, activa y respetada boutique».